# Crosse
Die Crosse ist im klinischen Sprachgebrauch die Einmündung der Vena saphena magna (größte oberflächliche Vene der Beine) in die Vena femoralis (venöser Hauptabfluss aus den Beinen) und ebenso der Vena saphena parva (kleine verborgene Vene) in die Vena poplitea.
Im altertümlichen Frankreich wurde so der Bischofsstab genannt. Die Einmündung ist ähnlich gebogen wie ein Bischofskrummstab, daher die Bezeichnung.
Crossektomie bezeichnet den chirurgischen Eingriff, bei dem die Crosse und ihre zufließenden Äste entfernt werden.